# دوري توفالو لكرة القدم 2004
دوري توفالو لكرة القدم 2004 هو موسم من دوري توفالو لكرة القدم. فاز فيه Lakena United ‏.